# Great Bentley
Great Bentley är en by och en civil parish i Tendring i Essex i England. Orten har 2 259 invånare (2001). Byn nämndes i Domedagsboken (Domesday Book) år 1086, och kallades då Benetle(i)a.